# Microhyla orientalis
Microhyla orientalis é uma espécie de anfíbio anuro da família Microhylidae. Está presente na Indonésia. A UICN classificou-a como pouco preocupante.